# Camacupa
Camacupa, também grafada como Kamakupa, é uma cidade e município da província do Bié, em Angola.
Tem 9 469 km² e cerca de 289 mil habitantes. É limitado a norte pelos municípios de Nharea e Luquembo, a leste pelos municípios de Cuemba, Moxico e Luchazes, a sul pelo município de Chitembo e a oeste pelos municípios de Catabola e Cuíto.
O município é constituído pela comuna-sede, correspondente à cidade de Camacupa, e pelas comunas de Ringoma, Santo António da Muinha, Umpulo e Cuanza.
Nas imediações do aeródromo de Camacupa localiza-se o centro geodésico de Angola, assinalado com um monumento de um Cristo-Rei com os braços abertos e erguidos. Durante a Guerra Civil Angolana as tropas da UNITA danificaram ambos os braços do monumento, sendo restaurado somente em 2015.
Até 1975 designou-se "General Machado". 